# ムラドスト (ヴァルナ)

ムラドスト
Младост

ムラドスト（ブルガリア語:Младост / Mladost）は、ブルガリア北東部の都市・ヴァルナの区。ヴァルナの一部を構成する。ヴァルナ湖の北側に沿って、ヴァルナ自治体の北西部の一角を占めている。ヴァルナ中心部とヴラディスラフ・ヴァルネンチクの間に位置している。ヘムス高速道路（en）の終点がある。
区内にはトロシェヴォ地区（Трошево / Troshevo）、ミハイル・イヴァノフ地区（Михаил Иванов / Mihail Ivanov）、ヴズラジダネ地区（Възраждане / Vazrazhdane）、ムラドスト地区（Младост / Mladost）、ポベダ地区（Победа / Pobeda）、ザパドナ・プロニシレナ地区（Западна промишлена зона / Zapadna pronishlena zona）が含まれる。